# Camille Joseph De Bast
Camille Joseph De Bast, ook De Bast-De Hert (Gent, 30 augustus 1807 - 18 mei 1872) was een Belgisch volksvertegenwoordiger en senator.

## Levensloop
De Bast was een zoon van de katoenindustrieel Joseph François De Bast (1781-1847) en van Rosalie De Hert (1782-1853). Joseph de Bast was onder het ancien régime schepen van de 'Keure' en in 1798 voorzitter van de rechtbank van koophandel in Gent. In 1811 werd zijn bedrijf failliet verklaard. Tot in 1823 was hij burgemeester van Mariakerke bij Gent.
Camille Joseph trouwde met zijn nicht Hortense Pauline De Hert en ze waren de ouders van Camille Isidore De Bast. Hij werd katoenindustrieel en was onder meer:
- lid van de Société Industrielle de Gand,
- lid van de Kamer van Koophandel van Gent,
- bestuurder van het Museum van de Industrie,
- bestuurder van de Burgerlijke godshuizen in Gent,
- lid van de vrijmetselaarsloge Le Septentrion.

Samen met zijn zoon behoorde hij in 1855 tot de initiatiefnemers voor de menslievende liberale kring Zonder Naam Niet Zonder Hart.

## Politiek
Eerst provincieraadslid voor het kanton Gent (1857) werd hij in december 1857 verkozen tot liberaal volksvertegenwoordiger, in opvolging van Louis François Maertens, die in 1856 naar het katholieke kamp was overgestapt. Hij behield het mandaat tot in 1861 en werd toen opgevolgd door de katholieke Pierre De Baets. Hij werd opnieuw verkozen in 1864, in opvolging van de katholieke volksvertegenwoordiger Eugène Coppé en bleef zetelen tot hij in 1866 werd opgevolgd door de liberaal François d'Elhoungne.
In 1868 werd hij verkozen tot liberaal senator voor het arrondissement Gent en vervulde dit mandaat tot 1870.